# Nautischer Stern

Ein typischer nautischer Stern

Der Nautische Stern ist ein sternförmiges Symbol, das sich unter anderem in modernen Seekarten findet und Bestandteil des Unicode-Zeichensatzes ist. Er wird als fünfzackiger Stern mit dunklen und hellen Schattierungen dargestellt, die eine plastische Wirkung hervorrufen.
Die erste Verwendung des nautischen Sterns ist ungeklärt. Inhaltlich wird er mit dem Leitstern der Seeleute, dem Polarstern, in Verbindung gebracht. Dieser steht nahe dem Azimut am Himmel und diente den Seeleuten über viele Jahrhunderte zur Navigation.

## Seekarten

Der nautische Stern zeigt auf Kompassrosen von Seekarten die geographische Nordrichtung an.

Moderne Seekarten verwenden das Symbol zur Anzeige von geographisch Nord auf dem äußeren der zwei Kompasskreise einer Kompassrose. Dort symbolisiert er den Polarstern. Der U.S. Coast & Geodetic Survey war bereits um 1900 dazu übergegangen, dieses Symbol auf seinen zweikreisigen Kompassrosen zu verwenden. (Frühere Karten verwendeten hier die Fleur de lis).

## Unicode-Zeichen
In Unicode ist das Symbol als Zeichen U+272F pinwheel star im Dingbats-Codeblock enthalten. Die Zeichen dieses Codeblocks basieren größtenteils auf dem 1978 durch Hermann Zapf entworfenen Zeichensatz ITC Zapf Dingbats, der 1985 durch Steve Jobs als einer der Standardfonts für den LaserWriter ausgewählt und nachfolgend sehr populär wurde.

## Tätowierungen

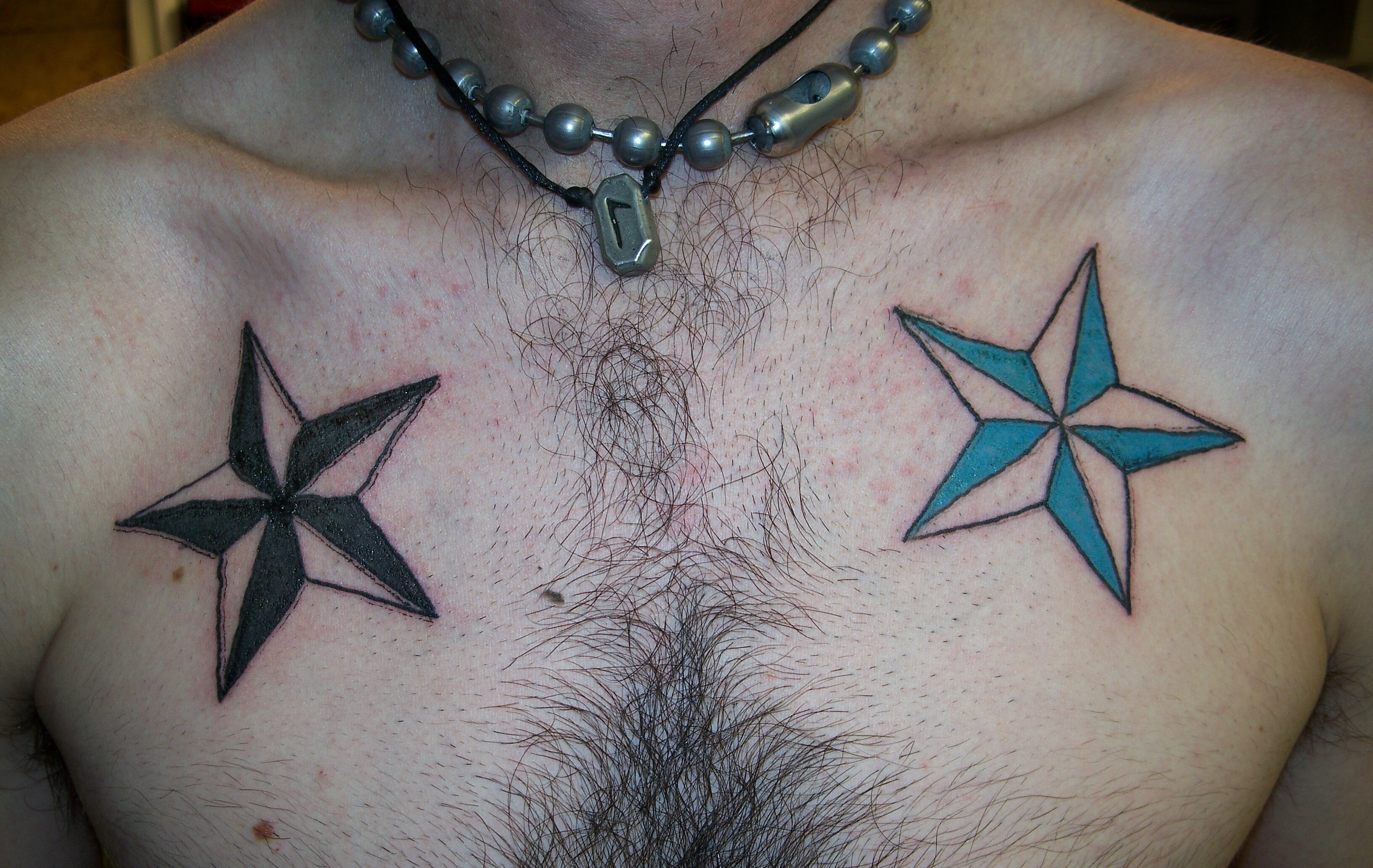
Nautische Sterne als Tattoo-Motiv

Der nautische Stern wird als ein Grundmotiv für Tattoos verwendet. War das Motiv früher ein Symbol für die glückliche Heimkehr der Seeleute durch den leitenden Polarstern, entwickelte sich seine Bedeutung später im übertragenen Sinn dafür, den Sinn des Lebens zu finden. Mitunter wird diese Verwendung auf den US-amerikanischen Tattoo-Künstler Sailor Jerry zurückgeführt.